# Oploo, Sint Anthonis en Ledeacker
Oploo, Sint Anthonis en Ledeacker est une ancienne commune néerlandaise du Brabant-Septentrional, située dans le nord-est de la province.
La commune est formée en 1821 par la fusion des communes d'Oploo et de Sint Anthonis en Ledeacker. En 1840, la commune comptait 122 maisons et 1 674 habitants, dont 482 à Oploo, 971 à Sint Anthonis et 221 à Ledeacker.
Le 1er mai 1942, la commune reçoit une partie de la commune supprimée de Sambeek (le village de Westerbeek). Le 1er janvier 1994, elle fusionne avec la commune de Wanroij pour former la nouvelle commune de St.Anthonis (avec St.), renommée l'année suivante en Sint Anthonis (avec Sint).